# Australobolbus rotundatus rotundatus
Australobolbus rotundatus rotundatus es una subespecie de coleóptero de la familia Geotrupidae.

## Distribución geográfica
Habita en Australia y Nueva Guinea.